# Vedetta anti sommergibile
La vedetta anti sommergibile, nota con l'acronimo VAS o VAS Baglietto (dal nome del cantiere che ne elaborò il progetto e costruì alcune), è una classe di unità da pattugliamento costiero antisommergibile impiegata dalla Regia Marina durante la seconda guerra mondiale. Alcune unità sopravvissute al conflitto, nel dopoguerra sono entrate a far parte della Marina Militare.
Le unità erano classificate ufficialmente come "motovedette antisommergibile" e le prime 30 unità vennero ordinate dalla Regia Marina ai cantieri Baglietto il 3 settembre 1941, entrando in servizio tra marzo e novembre dell'anno successivo.
Era un concetto ripreso dal conflitto mondiale precedente, praticato soprattutto dagli statunitensi con le PT Boat, e che avevano il suo corrispondente europeo nelle S-boot tedesche. Le VAS erano infatti uno sviluppo di queste ultime, derivate dalle tedesche S-1 requisite alla Jugoslovenska kraljevska ratna mornarica, la marina militare del Regno di Jugoslavia, durante le prime fasi della seconda guerra mondiale.

## Seconda guerra mondiale
Durante i primi mesi di guerra si era sentita la mancanza di un valido mezzo per constratare i sommergibili nemici, che si spingevano fino alle uscite dei porti, nelle acque costiere e per proteggere il traffico sulle rotte di sicurezza. L'impiego bellico dei MAS aveva messo in luce come il prezzo da pagare per una velocità massima molto elevata, fosse quello di una tenuta del mare non del tutto soddisfacente in caso di condizioni non ideali; ciò a causa sia dell'eccessiva leggerezza della costruzione, sia del tipo di carena adottata, a spigolo con gradino, che si era rivelata idonea al raggiungimento di velocità molto elevate, ma a scapito di una buona tenuta del mare (per questa ragione i MAS incontravano infatti notevoli difficoltà ad operare nel caso di mare mosso o agitato, con grave rischio anche per l'incolumità degli equipaggi).
Mentre nella Regia Marina si studiavano le possibili soluzioni al problema, nell'aprile 1941 la soluzione giunse con la cattura di quel che restava della flotta iugoslava, tra cui sei motosiluranti di costruzione tedesca; queste, catturate nel porto di Cattaro, erano dello stesso tipo delle S-1, costruite dai cantieri Lürssen, di circa 65 tonnellate, e con le loro forme di carena consentivano di mantenere velocità elevate anche in condizioni di mare non propriamente ideali, rivelandosi subito rispondenti ai requisiti della Regia Marina.
La Regia Marina incaricò i cantieri CRDA di Monfalcone di rilevare i piani di costruzione delle unità e di derivarne un nuovo progetto italiano di motosilurante, la "CRDA 60 t.", che riproduceva con minime modifiche il modello originale tedesco.
Sullo stesso scafo delle motosiluranti ex-tedesche, fu realizzata dai cantieri Baglietto anche una piccola unità per il pattugliamento antisommergibile e la scorta costiera, la "Vedetta Anti Sommergibile" o VAS, un tipo di unità meno veloce rispetto alla motosilurante, ma con un potente armamento antisommergibile. Le VAS furono costruite in 45 esemplari, su 48 ordinati, a partire dal 1942, in due distinte serie: da Vas 201 a Vas 230 e da Vas 231 a Vas 248 a partire dal 1942.
Lo scafo aveva forme tondeggianti, un ponte continuo e un piccolo alloggiamento per la plancia.
L'armamento era costituito da due tramogge con 30 cariche di profondità e da una torpedine da rimorchio con relativa gruetta a poppa estrema, due mitragliatrici calibro 8mm, collocate a prora e a centro nave e da due lanciasiluri ad impulso laterale, sistemati in coperta a prora per siluri da 450 mm che servivano per colpire i sottomarini costretti ad emergere con le cariche. Le due mitragliatrici furono sostituite con due mitragliere da 20mm nelle unità della seconda serie. L'equipaggiamento di bordo comprendeva anche gli idrofoni, utilizzati per provare a scoprire il bersaglio sott'acqua.
Le prime 30 unità, ordinate nel 1941, erano in legno o in legno-acciaio. La principale differenza fra le due serie era la sistemazione dell'apparato motore. Le unità della prima serie avevano due motori principali da 750 cv ciascuno, azionanti le due eliche laterali, e un motore ausiliario centrale da 300 cv che aveva una bassa potenza per l'avvicinamento silenzioso; l'ausiliario era munito di un riduttore invertitore a ingranaggi usato anche per la marcia indietro. La seconda serie aveva un motore principale da 1100 cv centrale e due motori ausiliari da 300 cv laterali muniti di un riduttore invertitore a ingranaggi usato anche per la marcia indietro. La migliore soluzione si rivelò essere quella della seconda serie e così anche le unità della prima serie furono modificate nel corso del conflitto.
Le prime VAS della 2ª serie entrarono in servizio alla fine del 1942. Alla data dell'armistizio solo tre erano ancora in costruzione e andarono perdute. Nel complesso queste unità, grazie soprattutto al miglior rendimento dell'apparato motore, diedero risultati migliori rispetto alle unità della 1ª serie. All'inizio del 1943 le VAS 231-236 furono trasformate in "motovedette per il dragaggio veloce", sbarcando i lanciasiluri, le mitragliatrici e le bombe a torpedini da getto e imbarcando le attrezzature appropriate per il dragaggio.
La Regia Marina giunse infine a sviluppare una terza serie, derivata dal tipo Baglietto con allungamento dello scafo a 34 m (anziché 28), struttura in acciaio, con un dislocamento di 90 tonnellate, la cui realizzazione fu affidata all'Ansaldo di Genova e furono costruite nel Cantiere Cerusa di Voltri. Le prime quattro unità furono equipaggiate con motori diesel Diesel Fiat 1212 di tipo ferroviario, che equipaggiavano le littorine, adattati all'impiego marino. Le unità però si dimostrarono inaffidabili e per le altre si preferì la propulsione a benzina. Alla data dell'armistizio, solo le prime sei unità erano state consegnate alla Regia Marina e furono tutte requisite dai tedeschi e incorporate nella Kriegsmarine. Successivamente quattro di queste unità, i "VAS 304", "VAS 305", "VAS 307" e "VAS 308", furono cedute alla Marina Nazionale Repubblicana, che le ribattezzò rispettivamente "VAS 255", "VAS 252", "VAS 253" e "VAS 263"; insieme a queste unità la Marina Nazionale Repubblicana ricevette il "VAS 238", facente parte della seconda serie e i "VAS 207" e "VAS 225" facenti parte della prima serie.

## Servizio dopo il conflitto
Le unità sopravvissute al conflitto prestarono servizio per un decennio nella Marina Militare, cessando tutte dal servizio nel 1956.
Le unità entrate a far parte della Marina Militare furono:
- VAS 491 (ex VAS 204)
- VAS 492 (ex VAS 211)
- VAS 493 (ex VAS 218)
- VAS 494 (ex VAS 224)
- VAS 495 (ex VAS 223)
- VAS 496 (ex VAS 237)
- VAS 497 (ex VAS 241)